# Stavkî, Volodarsk-Volînskîi
Stavkî (în ucraineană Ставки) este un sat în comuna Zubrînka din raionul Volodarsk-Volînskîi, regiunea Jîtomîr, Ucraina.

## Demografie
Componența lingvistică a localității Stavkî
     Ucraineană (99,69%)
     Alte limbi (0,31%)
Conform recensământului din 2001, majoritatea populației localității Stavkî era vorbitoare de ucraineană (99,69%), existând în minoritate și vorbitori de alte limbi.